# Енгельсівська селищна рада
Е́нгельсівська се́лищна ра́да — орган місцевого самоврядування у складі Краснодонської міської ради Луганської області. Адміністративний центр — селище міського типу Енгельсове.

## Загальні відомості
- Територія ради: 7,96 км²
- Населення ради: 1 877 осіб (станом на 2001 рік)

## Населені пункти
Селищній раді підпорядковані населені пункти:
- смт Енгельсове
- смт Гірне
- с-ще Широке

## Склад ради
Рада складається з 16 депутатів та голови.
- Голова ради: Треліс Наталія Іванівна
- Секретар ради: Бочарова Тетяна Анатоліївна

### Керівний склад попередніх скликань
| ПІБ                       | Основні відомості                                                                      | Дата обрання | Дата звільнення |
| ------------------------- | -------------------------------------------------------------------------------------- | ------------ | --------------- |
| Боршош Антоніна Василівна | Селищний голова, 1951 року народження, член Партії регіонів                            | 26.03.2006   | 31.10.2010      |
| Треліс Наталія Іванівна   | Селищний голова, 1965 року народження, освіта середня спеціальна, член Партії регіонів | 31.10.2010   |                 |

Примітка: таблиця складена за даними джерела

### Депутати
За результатами місцевих виборів 2010 року депутатами ради стали:

#### За суб'єктами висування
| Суб'єкт висування | Кількість обраних депутатів | %    |
| ----------------- | --------------------------- | ---- |
| Партія регіонів   | 14                          | 87,5 |
| Самовисування     | 2                           | 12,5 |

#### За округами
| № округу        | Прізвище, ім'я, по батькові   | Дата визнання обраним | Освіта         | Партійна приналежність | Відомості про обраного депутата                                                    |
| --------------- | ----------------------------- | --------------------- | -------------- | ---------------------- | ---------------------------------------------------------------------------------- |
| Партія регіонів |                               |                       |                |                        |                                                                                    |
| 1               | Бочаров Максим Васильович     | 04.11.2010            | Освіта середня | позапартійний          | Управління монтажу, демонтажу і ремонту гірничо-шахтного обладнання, РОЗ           |
| 3               | Морозова Вікторія Викторівна  | 04.11.2010            | Освіта середня | позапартійна           | тимчасово не працює                                                                |
| 4               | Герасимова Надія Казимирівна  | 04.11.2010            | Освіта середня | член Партії регіонів   | Енгельсівська смтищна рада, інспектор військово-облікового столу                   |
| 5               | Шутанова Світлана Анатоліївна | 04.11.2010            | Освіта середня | член Партії регіонів   | тимчасово не працює                                                                |
| 6               | Бондаренко Олена Олексіївна   | 04.11.2010            | Освіта вища    | позапартійна           | Шахтоуправління Самсонівське-Західне блок "Горіхівський ", оператор котельної      |
| 7               | Єлєцький Дмитро Володимирович | 04.11.2010            | Освіта вища    | позапартійний          | Шахтоуправління Самсонівське-Західне блок "Горіхівський ", електрослюсар підземний |
| 8               | Бочарова Тетяна Анатоліївна   | 04.11.2010            | Освіта вища    | член Партії регіонів   | Енгельсівська селищна рада, секретар                                               |
| 9               | Сюріна Ірина Зульфарівна      | 04.11.2010            | Освіта вища    | позапартійна           | Фельдшерський пункт смт Енгельсове, фельдшер                                       |
| 10              | Грачова Наталя Вікторівна     | 04.11.2010            | Освіта вища    | позапартійна           | Загальноосвітня школа № 18, вчитель                                                |
| 11              | Зоткіна Наталя Олександрівна  | 04.11.2010            | Освіта середня | позапартійна           | домогосподарка                                                                     |
| 13              | Дрьомова Наталія Василівна    | 04.11.2010            | Освіта середня | член Партії регіонів   | Дитячий сад «Топольок», вихователь                                                 |
| 14              | Семенов Сергій Васильович     | 04.11.2010            | Освіта вища    | член Партії регіонів   | пенсіонер                                                                          |
| 15              | Гордєєва Наталєя Вікторівна   | 04.11.2010            | Освіта середня | позапартійна           | Дитячий сад «Топольок», повар                                                      |
| 16              | Макейчик Тетяна Олександрівна | 04.11.2010            | Освіта середня | член Партії регіонів   | Краснодонська школа-інтернат, сан.няня                                             |
| Самовисування   |                               |                       |                |                        |                                                                                    |
| 2               | Надута Лілія Вікторівна       | 04.11.2010            | Освіта вища    | позапартійна           | Великологівська загальноосвітня школа, педагог-організатор                         |
| 12              | Рибакова Ольга Юріївна        | 04.11.2010            | Освіта середня | позапартійна           | тимчасово не працює                                                                |